# What Shall We Do with Our Old?
What Shall We Do with Our Old? is een stomme film uit 1911 onder regie van D.W. Griffith.

## Rolverdeling
| Acteur             | Personage |
| ------------------ | --------- |
| W. Chrystie Miller |           |
| Claire McDowell    |           |
| Adolph Lestina     |           |
| William J. Butler  |           |
| Donald Crisp       |           |
| Edward Dillon      |           |
| Frank Evans        |           |
| Francis J. Grandon |           |
| Guy Hedlund        |           |
| J. Jiquel Lanoe    |           |
| Wilfred Lucas      |           |
| Alfred Paget       |           |
| Vivian Prescott    |           |
| W. C. Robinson     |           |
| Charles West       |           |